# Gerardo Gaibisso
Gerardo Gaibisso (ur. 30 maja 1927 w Monte Argentario, zm. 31 marca 2018) – włoski polityk, działacz gospodarczy i samorządowiec, poseł do Parlamentu Europejskiego II i III kadencji.

## Życiorys
Studiował socjologię, pracował jako dziennikarz. Dołączył do Chrześcijańskiej Demokracji, pełnił różne funkcje w strukturach jej organizacji młodzieżowej. Był radnym regionu Lacjum i asesorem we władzach regionalnych. Działał w organizacjach spółdzielczych i rolniczych, m.in. jako dyrektor zrzeszenia Coldiretti.
W latach 1984–1994 sprawował mandat eurodeputowanego II i III kadencji. Był członkiem frakcji chadeckiej, pełnił funkcję kwestora Europarlamentu.
Odznaczony Orderem Zasługi Republiki Włoskiej II klasy (1975).